# Un hold-up extraordinaire
Pour plus de détails, voir Fiche technique et Distribution.
Un hold-up extraordinaire ou Le Hold-up extraordinaire au Québec (Gambit) est un film américain réalisé par Ronald Neame et sorti en 1966.

## Synopsis
Harry Tristan Dean projette de s'introduire dans le musée privé d'un riche collectionneur, Ahmad Shahbandar, afin d'y dérober la sculpture du buste de l'impératrice Lissu et de la remplacer par une copie. Pour cela, il utilise les services de Nicole Chang, sosie à la fois de l'épouse décédée du collectionneur et de l'impératrice Lissu.

## Fiche technique
- Titre original : Gambit
- Titre français : Un hold-up extraordinaire
- Titre québécois : Le Hold-up extraordinaire
- Réalisation : Ronald Neame
- Scénario : Jack Davies et Alvin Sargent d'après une histoire de Sidney Carroll
- Musique : Maurice Jarre
- Chanson interprétée par Shirley MacLaine
- Direction de la photographie : Clifford Stine
- Décors : Alexander Golitzen, George C. Webb
- Costumes : Jean Louis
- Montage : Alma Macrorie
- Pays d'origine :  États-Unis
- Langues de tournage : anglais, arabe, français
- Producteur : Léo L. Fuchs
- Société de production : Universal Pictures
- Société de distribution : Universal Pictures
- Format : couleur par Technicolor — 2.35:1 CinemaScope —  monophonique (Westrex Recording System) — 35 mm
- Genre : Comédie et thriller
- Durée : 109 min
- Date de sortie :
  - États-Unis : 21 décembre 1966
- Affiches : Raymond Elseviers (Belgique), Boris Grinsson (France)

## Distribution
- Shirley MacLaine (VF : Nicole Briard) : Nicole Chang
- Michael Caine (VF : Marc Cassot) : Harry Tristan Dean
- Herbert Lom (VF : Claude Bertrand) : Ahmad Shahbandar
- Roger C. Carmel (VF : Henry Djanik) : Ram
- Arnold Moss (VF : René Bériard) : Abdul
- John Abbott (VF : Bernard Musson) : Émile Fournier
- Richard Angarola (VF : Gérard Férat) : le colonel Salim
- Maurice Marsac : l'employé de l’hôtel

## Distinction
- Laurel Awards 1967 : Golden Laurel de la meilleure interprète féminine dans une comédie à Shirley MacLaine (3e place).